# Maximiliano Rodríguez Vecino
Maximiliano Rodríguez Vecino est un écrivain uruguayen, né le 6 mai 1986 à Minas.

## Biographie
Il est né le 6 mai 1986 dans le quartier Estación[réf. nécessaire] de la ville de Minas, en Uruguay.
À la fin de 2007[réf. nécessaire], après avoir obtenu un diplôme en soins infirmiers, il rejoint en tant que clandestin sa famille à Las Palmas de Grande Canarie, en Espagne, où son père avait émigré pour raisons économiques cinq ans plus tôt. Il obtient des années plus tard sa naturalisation espagnole, puis s'installe à Barcelone en 2016 après avoir commencé puis abandonné des études de psychologie.
Il a été élève en des ateliers d'écriture créative enseignés par Antonio Arroyo Silva, Aquiles García Brito, Alexis Ravelo et Pedro Mairal.
Il publie son premier roman, El último combatiente, en 2018.
Son projet littéraire suivant, Selva de hormigón y lagartos, a reçu une des bourses de la 4e édition de Bourses d'Écriture Montserrat Roig, 2020, attribuées par l'Institut de la Culture de Barcelone.

## Œuvres

### Romans
- El último combatiente, Serial Ediciones, 2018.
- Selva de hormigón y lagartos, Editorial Amarante, 2022.

## Distinction
- Beca de escritura Montserrat Roig (2020)[4]
- Prix National du Narratif "Narradores de la Banda Oriental" (2024), mention[5].